# Martha Asunción Alonso
Pour les articles homonymes, voir Alonso.
Œuvres principales
- Cronología verde de un otoño
- Crisálida
- Detener la primavera
- La soledad criolla
- Skinny Cap
- Wendy
- Balkánica

Martha Asunción Alonso Moreno, née à Madrid le 23 mai 1986, est une poétesse espagnole, également professeur en France. 

## Biographie
Martha Asunción Alonso naît à Madrid le 23 mai 1986, d'un père de la province de León et d'une mère conquense.
Elle est docteure en philologie française par l'université complutense de Madrid avec une thèse sur l'oeuvre de l'écrivaine guadeloupéenne Maryse Condé. Elle a également fait des études d'art à l'université de Saragosse (Espagne). 
Elle partage sa production poétique avec l'enseignement dans le secondaire en France et dans le supérieur à l'étranger, ayant enseigné à Nantes, en Guadeloupe, en Albanie, en Espagne et à Amiens. Elle habite à Beauvais depuis 2016. 
En 2012, conjointement à Alberto Concejal, lui aussi madrilène ayant émigré à Nantes, elle y organise l'exposition « mil38 : El ojo en la palabra », à propos de cet exil, justement (1038 étant en kilomètres la distance entre Madrid et Nantes).
Son oeuvre poétique a reçu des Prix comme le prix national de poésie Jeune « Miguel Hernández », décerné par le Ministère espagnol de la Culture (2012) ; le prix Adonáis de poésie (2013) ou le prix RNE (Radio nationale d'Espagne). Certains de ses poèmes ont été traduits en grec, en roumain et en albanais et ont été sélectionnés dans des anthologies de poésie espagnole tels que Re-generación (Valparaíso, 2016), Nacer en otro tiempo (Renacimiento, 2016), 20 con 20 (Huerga&Fierro, 2016) ou (Tras)lúcidas (Bartleby, 2016), entre autres.

## Prix et récompenses
- 2008 - Prix Blas de Otero de poésie de l'université complutense de Madrid, pour Cronología verde de un otoño[1]
- 2010 - Prix Nuevos Creadores de la Academia de Buenas Letras de Granada, pour Crisálida[6]
- 2011 - Premio « Antonio Carvajal » de Poesía Joven (de la mairie de Albolote), pour Detener la primavera[7]
- 2012 - Prix national de Poésie Jeune, pour Detener la primavera[8]
- 2012 - Prix Adonáis de poésie, pour La soledad criolla[9]
- 2015 - Prix RNE (Radio Nacional de España), pour Wendy
- 2018 - Prix de poésie Carmen Conde, pour Balkánica

## Œuvre
- Cronología verde de un otoño (2009)[B 1]
- Crisálida (2010)[B 2]
- Detener la primavera (2011)[B 3]
- La soledad criolla (2013)[B 4]
- Skinny Cap (2014)
- No tan joven (2015)
- Wendy (2015)
- Balkánica (2018)